# Планиница (Зајечар)
Планиница је насељено место града Зајечара у Зајечарском округу. Планиница се налази поред старог регионалног пута Бољевац - Зајечар који пролази кроз село. Терен је брдовит надморска висина је око 300-400 мнв. Од Бољевца је Планиница удаљена око 19 а од Зајечара око 16 км. Атар села је површине од 2375 ха, насељен је дуж леве и десне обале Планиничке реке у дужини од око један километар и збијеног је типа.
Околна села су: Оснић са запада и северозапада, Лубница са истока, Леновац и Врбовац са југа.
Село је добило назив или по називу претходне постојбине досељених мештана Планиница у околини Дурмитора или по изгледу околине која је личила на малу планину на којој се насеље формирало. Првобитно је било настањено на месту које је било окружено шумом које се називало Старо Село које је било ближе Леновцу, а где су касније биле сеоске градине. Касније се село преселило нешто северније уз реку због већег броја извора и близина ливада за стоку.
Највећи број мештана је пореклом са Косова и Метохије који су се доселили у току великих сеоба Срба 1737. године у Матејевац у околину Ниша, неки у Гргуре у топличком округу, а неки су наставили пут североисточније и доселили се у Планиницу, Врбовац, Леновац и Ласово. Касније је мањи број досељених из околних места.
Према турским пописима Видинског санџака из 1455 године први пут се помиње Горња Планиница са 5 кућа и Доња Планиница са 9 кућа, а у попису из 1466. године Доња Планиница има 25, а Горња Планиница 13 кућа.
У борбама против Турака у Првом српском устанку 1804. године био је познат у целом крају прота Радосав, а у борбама за присаједињење Србији ових крајева 1833. године погинули су Станисав Јовановић и Маринко Станковић.
У време српско-турских ратова 1876-1878. године услед најезде Турака становници су се иселили до Сења и манастира Раванице а село су спалили и потпуно разорили Черкези. По завршетку тих ратова становници су се вратили и обновили своје село. Из тог времена истакнута су имена неколико Планинчана од којих су поједини били познати начелници министартава, министри, свештеници, учитељи.
Основна школа је први пут изграђена 1872. а обновљена је 1924. године, до 2002. године је било издвојено одељење основне школе Ђура Јакшић из Зајечара коју су похађали ученици од првог до четвртог разреда.
У центру села је 1928. године подигнуто народно јавно купатило са шест тушева у близини чесме која је 1908. године преправљена за потребе купатила, које је било дар Хигијенског завода из Ниша. Првих неколико година купање је било бесплатно. Данас је ова зграда купатила споменик под заштитом Завода за заштиту споменика у Нишу у јако лошем је стању те се планира да се ускоро рестаурира и заштити.
Борцима изгинулим, несталим и умрлим у ратовима 1912.-1918. године чија су 125 имена исписана на споменуку који су мештани подигли, налази се у центру села поред цркве св. Вознесења.
Црква у Планиници је подигнута 1904. године, освећена је 1905. године а обухватала је и села Оснић и Врбовац. Пре изграднје цркве за Планиницу је била у функцији црква у Грлишту удаљену око два ипо часа хода.
Постоје трагови да је пре цркве прва капелица изграђена од дрвених брвана вероватно 1832. године, не зна се тачно али се закључује према једној спомен плочи која је била укопана уз саму капелу.
Мештани се данас претежно баве земљорадњом, воћарством и сточарством, док мањи број њих ради у суседним градовима.
Од 1999. године је у близини Планинице започет еколошко-етнолошки пројекат са циљем да се подигне алтернативно-еколошко насеље на површини од неколико хектара.
Према попису из 2022. било је 104 становника (према попису из 1991. било је 463 становника).

## Демографија
У насељу Планиница живи 295 пунолетних становника, а просечна старост становништва износи 61,0 година (59,5 код мушкараца и 62,3 код жена). У насељу има 136 домаћинстава, а просечан број чланова по домаћинству је 2,24.
Ово насеље је великим делом насељено Србима (према попису из 2002. године), а у последња три пописа, примећен је пад у броју становника.
|  |

| Демографија | Демографија | Демографија |
| Година      | Становника  | Становника  |
| ----------- | ----------- | ----------- |
| 1948.       | 1.122       |             |
| 1953.       | 1.073       |             |
| 1961.       | 1.033       |             |
| 1971.       | 891         |             |
| 1981.       | 690         |             |
| 1991.       | 463         | 452         |
| 2002.       | 305         | 337         |

| Етнички састав према попису из 2002.‍ | Етнички састав према попису из 2002.‍ | Етнички састав према попису из 2002.‍ | Етнички састав према попису из 2002.‍ | Етнички састав према попису из 2002.‍ |
| ------------------------------------ | ------------------------------------ | ------------------------------------ | ------------------------------------ | ------------------------------------ |
|                                      |                                      |                                      |                                      |                                      |
| Срби                                 | Срби                                 |                                      | 301                                  | 98,68%                               |
| Црногорци                            | Црногорци                            |                                      | 1                                    | 0,32%                                |
| непознато                            | непознато                            |                                      | 1                                    | 0,32%                                |

| Година пописа     | 1948. | 1953. | 1961. | 1971. | 1981. | 1991. | 2002. |
| ----------------- | ----- | ----- | ----- | ----- | ----- | ----- | ----- |
| Број домаћинстава | 251   | 242   | 232   | 210   | 186   | 155   | 136   |

| Број чланова      | 1  | 2  | 3  | 4 | 5 | 6 | 7 | 8 | 9 | 10 и више | Просек |
| ----------------- | -- | -- | -- | - | - | - | - | - | - | --------- | ------ |
| Број домаћинстава | 40 | 57 | 23 | 6 | 5 | 2 | 3 | 0 | 0 | 0         | 2,24   |

| Пол    | Укупно | Неожењен/Неудата | Ожењен/Удата | Удовац/Удовица | Разведен/Разведена | Непознато |
| ------ | ------ | ---------------- | ------------ | -------------- | ------------------ | --------- |
| Мушки  | 137    | 18               | 92           | 26             | 1                  | 0         |
| Женски | 161    | 10               | 89           | 57             | 5                  | 0         |
| УКУПНО | 298    | 28               | 181          | 83             | 6                  | 0         |

| Пол    | Укупно                    | Пољопривреда, лов и шумарство | Рибарство                            | Вађење руде и камена | Прерађивачка индустрија       |
| ------ | ------------------------- | ----------------------------- | ------------------------------------ | -------------------- | ----------------------------- |
| Мушки  | 58                        | 45                            | 0                                    | 1                    | 0                             |
| Женски | 53                        | 47                            | 0                                    | 0                    | 1                             |
| УКУПНО | 111                       | 92                            | 0                                    | 1                    | 1                             |
| Пол    | Производња и снабдевање   | Грађевинарство                | Трговина                             | Хотели и ресторани   | Саобраћај, складиштење и везе |
| Мушки  | 0                         | 0                             | 1                                    | 1                    | 1                             |
| Женски | 0                         | 0                             | 1                                    | 0                    | 0                             |
| УКУПНО | 0                         | 0                             | 2                                    | 1                    | 1                             |
| Пол    | Финансијско посредовање   | Некретнине                    | Државна управа и одбрана             | Образовање           | Здравствени и социјални рад   |
| Мушки  | 0                         | 0                             | 2                                    | 1                    | 2                             |
| Женски | 0                         | 0                             | 0                                    | 0                    | 3                             |
| УКУПНО | 0                         | 0                             | 2                                    | 1                    | 5                             |
| Пол    | Остале услужне активности | Приватна домаћинства          | Екстериторијалне организације и тела | Непознато            | Непознато                     |
| Мушки  | 1                         | 0                             | 0                                    | 3                    | 3                             |
| Женски | 1                         | 0                             | 0                                    | 0                    | 0                             |
| УКУПНО | 2                         | 0                             | 0                                    | 3                    | 3                             |

## Галерија
- Планиница
- Панорама
- Црква
- Споменик
- Детаљ споменика
- Спомен табла
- Народно купатило
- Задружни дом
- Стара колиба
- Чесма 1925
- Део насеља